# Oncocnemis punctilinea
Oncocnemis punctilinea är en fjärilsart som beskrevs av Barnes och Arthur Ward Lindsey 1922. Oncocnemis punctilinea ingår i släktet Oncocnemis och familjen nattflyn. Inga underarter finns listade i Catalogue of Life.